# جاز سنتی

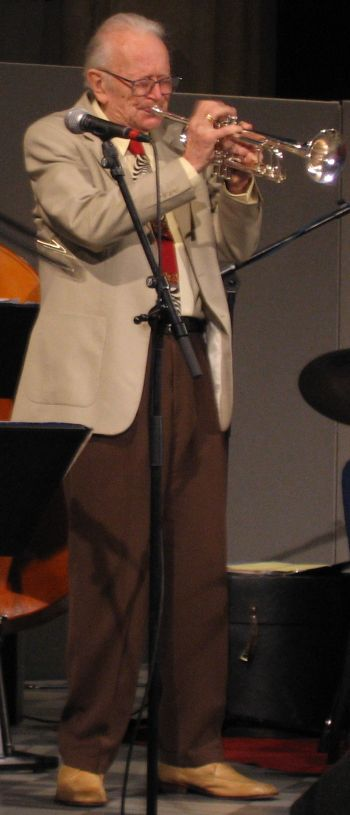

جاز سنتی (به انگلیسی: Trad jazz) در واقع به سبک جاز نیواورلئان که اولین دوره تاریخ موسیقی جاز است اشاره دارد. این سبک از ۱۹۰۰ تا ۱۹۱۷ در شهر نیواورلئان، ایالات متحده آمریکا در حال شکل‌گیری بود.